# میسی پایل
میسی پایل (انگلیسی: Missi Pyle؛ زادهٔ ۱۶ نوامبر ۱۹۷۲) بازیگر و خواننده اهل ایالات متحده آمریکا است. وی از سال ۱۹۹۶ میلادی تاکنون مشغول فعالیت بوده‌است.

## گزیدهٔ فیلم‌شناسی
- راهنمای گردشگران به‌سوی عشق (۲۰۲۳)
- دختر گم‌شده (۲۰۱۴)
- پرسی جکسون و المپ‌نشینان: دریای هیولاها (۲۰۱۳)
- عموی من رافائل (۲۰۱۲)
- آرتیست (۲۰۱۲)
- بری ماندی (۲۰۱۰)
- گرفتن شانس (۲۰۰۹)
- مردم زیبا و زشت (۲۰۰۸)
- هارولد و کومار فرار از خلیج گوانتانامو (۲۰۰۸)
- فقط شانس من (۲۰۰۶)
- چارلی و کارخانه شکلات‌سازی (۲۰۰۵)
- ۵۰ قرار اول (۲۰۰۴)
- و سپس پولی آمد (۲۰۰۴)
- داج بال: داستان یک بازنده واقعی (۲۰۰۴)
- ماهی بزرگ (۲۰۰۳)
- پایین آوردن خانه (۲۰۰۳)
- تنها در خانه ۴: پس گرفتن خانه (۲۰۰۲)
- جوسی و پوسی‌کت (۲۰۰۱)
- ماجراجویی کهکشانی (۱۹۹۹)
- ترفند (۱۹۹۹)
- بهتر از این نمی‌شه (۱۹۹۷)